# David Bacuzzi
David Reno Bacuzzi, più conosciuto con il diminutivo Dave Bacuzzi (Islington, 12 aprile 1940 – Dublino, 21 aprile 2020) è stato un allenatore di calcio e calciatore inglese, di ruolo difensore.

## Biografia
Suo padre Joe era a sua volta stato un calciatore professionista; così come Dave, anche lui vestì per un periodo la maglia dell'Arsenal.
Bacuzzi è deceduto il 21 aprile 2020 durante la pandemia di Covid-19.

## Caratteristiche tecniche
Era un terzino destro.

## Carriera

### Giocatore
Nel 1958 passa all'Arsenal club della prima divisione inglese, che fin da subito lo aggrega alla sua prima squadra; nei suoi primi anni con i Gunners Bacuzzi gioca però di fatto principalmente con la formazione riserve dei londinesi, esordendo in prima divisione solamente il 18 febbraio 1961. Rimane nel club fino al termine della stagione 1963-1964, giocando in totale 48 partite nella prima divisione inglese.
Nell'estate del 1964 viene ceduto per 25000 sterline al Manchester City, con cui nella Second Division 1964-1965 gioca 44 partite in seconda divisione vincendo il campionato, che termina quindi con la promozione in prima divisione dei Citizens; nella stagione 1965-1966 con l'arrivo in squadra del nuovo allenatore Joe Mercer Bacuzzi perde il posto da titolare, finendo per giocare solamente 16 partite nella First Division 1965-1966. A fine stagione viene ceduto per 5000 sterline al Reading, club di terza divisione, con cui trascorre un quadriennio in questa categoria per complessive 103 presenze ed una rete (peraltro la sua unica in carriera in campionati professionistici) in partite di campionato.

### Allenatore
Al termine della stagione 1969-1970 diventa allenatore dei Cork Hibernians, club della prima divisione irlandese, incarico che mantiene fino al 1974 continuando contemporaneamente anche a giocare per il club, con cui in un quadriennio gioca 93 partite di campionato. La sua permanenza in squadra è molto positiva: nella stagione 1970-1971 vince infatti il campionato (il primo nella storia del club), mentre nei due anni seguenti conquista altrettante Coppe d'Irlanda; conquista inoltre anche due supercoppe nazionali (nel 1970 e nel 1973), oltre a vari trofei minori.
Nel 1974 lascia il club per trasferirsi (questa volta solamente come allenatore) all'Home Farm, altro club della prima divisione irlandese; qui nella sua prima stagione vince la Coppa d'Irlanda (il primo trofeo maggiore nella storia del club), rimanendo poi in carica fino al 1984. Nel 1985 lavora invece come vice agli Shamrock Rovers, sempre nella prima divisione irlandese.

## Palmarès

### Giocatore

#### Competizioni nazionali
- Campionato inglese di seconda divisione: 1

Manchester City: 1964-1965
- Campionato irlandese: 1

Cork Hibernians: 1970-1971
- Coppa d'Irlanda: 2

Cork Hibernians: 1971-1972, 1972-1973
- League of Ireland Shield: 2

Cork Hibernians: 1970, 1973

#### Competizioni regionali
- Dublin City Cup: 2

Cork Hibernians: 1971, 1973
- Munster Senior Cup: 3

Cork Hibernians: 1970, 1971, 1973

#### Competizioni internazionali
- Blaxnit Cup: 1

Cork Hibernians: 1972

### Allenatore

#### Competizioni nazionali
- Campionato irlandese: 1

Cork Hibernians: 1970-1971
- Coppa d'Irlanda: 3

Cork Hibernians: 1971-1972, 1972-1973
Home Farm: 1974-1975
- League of Ireland Shield: 2

Cork Hibernians: 1970, 1973

#### Competizioni regionali
- Dublin City Cup: 2

Cork Hibernians: 1971, 1973
- Munster Senior Cup: 3

Cork Hibernians: 1970, 1971, 1973

#### Competizioni internazionali
- Blaxnit Cup: 1

Cork Hibernians: 1972